# ФК Хамилтън Академикал
ФК Хамилтън Академикал (на английски: Hamilton Academical Football Club) известен още като Хамилтън Ейсис или просто Дъ Ейсис е шотландски професионален футболен отбор от град Хамилтън, Южен Ланаркшър. Клубът е основан през 1874 г. и играе домакинските си мачове на Ню Дъглас Парк, който разполага с капацитет от малко над 6 018 места. Отборът се състезава в най-високото ниво на шотландския клубен футбол – шотландската Премиър лига.

## Успехи
- Купа на Шотландия:
  -  Финалист (2): 1910 – 11, 1934 – 35

- Първа дивизия:
  -  Шампион (3): 1985 – 86, 1987 – 88, 2007 – 08

- Втора дивизия:
  -  Шампион (1): 1903 – 04

- Трета дивизия:
  -  Шампион (1): 2000 – 01

- Купа на предизвикателството:
  -  Носител (2): 1991 – 92, 1992 – 93
  -  Финалист (2): 2005 – 06, 2011 – 12

## Известни футболисти
- Джордж Уол
- Ричард Хейстингс
- Джеймс Кинг
- Крофърд Бапти

## Български футболисти
- Николай Тодоров: 2024... (4 мача - 0 гола...)